# Eden Sher
Eden Sher (ur. 26 grudnia 1991 w Los Angeles) – amerykańska aktorka. 
Zagrała m.in. rolę Sue Heck w serialu komediowym Pępek świata (2009–2018); jest także oryginalnym głosem Star Butterfly w serialu animowanym Star Butterfly kontra siły zła (2015–2019).

## Filmografia (wybór)
Źródło:
- Star Butterfly kontra siły zła (2015, głos Star Butterfly)
- Trawka (2005, Gretchen)
- Pępek świata (2009, Sue Heck)
- Weronika Mars (2014, Penny)
- Temps (2016, Amy)